# リブルヌ
リブルヌ（Libourne）は、フランス南西部・ヌーヴェル＝アキテーヌ地域圏のジロンド県にあるボルドー近くの町。
リル川とドルドーニュ川の合流点に位置するバスティッドである。
世界遺産のサン＝テミリオン地域に近く、個人での訪問はここが拠点となる。

## 歴史
リブルヌはイングランド王国の当時王太子だったエドワード1世によって、1269年から1270年にかけて建設された。街の名前は当時のイングランド国王代理ロジャー・オブ・レイバーン(Roger of Leyburn)に由来する。建設時に付与された慣習法証書によって、定期市場の開催とボルドーで関税を払わずにワインを輸出できる特権を与えられ発展した。建設当初には市壁は無く、百年戦争を通じて断続的に拡張された。戦争中は幾度もフランス軍の攻撃対象となり、1451年に降伏した際にシャルル7世から特権の再確認が行われている。

## スポーツ
FCリブルヌ - リブルヌを本拠地とするサッカークラブである。

## 関係者
出身者
- ウジェーヌ・アジェ（写真家）